# Étienne Oehmichen
Étienne Œhmichen (Châlons-sur-Marne, 15 de outubro de 1884 — Paris, 10 de julho de 1955) foi um engenheiro francês.

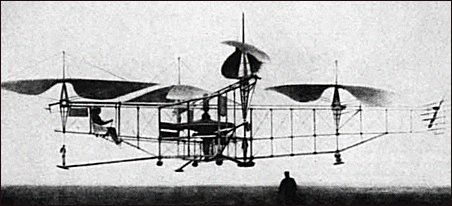
Oemichen N°2 1922

Com seu helicóptero, fez o primeiro circuito fechado com decolagem e aterrissagem verticais.